# Vicenda dei missili di Ortona
La vicenda dei missili di Ortona fu un caso giudiziario che ebbe inizio nella cittadina abruzzese con il fermo e poi l'arresto, di diversi membri di Autonomia Operaia nella notte tra il 7 e l'8 novembre 1979 mentre stavano trasportando due missili terra-aria spalleggiabili Strela-2 (noto anche come SA-7 "Grail" in codice NATO) di fabbricazione sovietica.

## Storia
Nelle prime ore dell'8 novembre 1979, dopo un iniziale fermo ad un posto di controllo seguito da una perquisizione del furgone Peugeot sui quali viaggiavano, i carabinieri del NORM trassero in arresto Daniele Pifano, capo del collettivo autonomo del Policlinico di Roma, il medico Giorgio Baumgartner e il tecnico radiologo Giuseppe Luciano Nieri, anch'essi del collettivo di via dei Volsci, mentre stavano trasportando due missili terra-aria spalleggiabili Strela-2 dotati di sistema di guida autocercante a ricerca infrarossa di calore.
A detti arresti fece seguito a Bologna, il 13 novembre successivo, quello del giordano Abu Anzeh Saleh, ufficialmente impiegato presso la ditta di import-export di capi d'abbigliamento Chonsped (lavoro utilizzato come copertura), militante altresì di Separat e del FPLP, garante per la consegna dei missili destinati alla OLP sulla nave mercantile Sidon, battente bandiera libanese, ivi attraccata, dove avrebbero dovuto essere presi in carico dal trafficante di armi siriano Nabil Kaddoura, imbarcato come ufficiale di macchina sul mercantile senza figurare sulla lista di bordo con tale nome ma con quello di Nabil Nayel, e solo in seguito arrestato a Parigi dalla polizia francese su segnalazione dell’Interpol di Roma, il 28 maggio 1981 ma mai estradato in Italia sebbene fosse già stato condannato in contumacia.

## Il processo

### Primo grado di giudizio
Il processo di primo grado per direttissima si svolse presso il tribunale ordinario di Chieti iniziando il 17 dicembre 1979, le accuse rivolte agli imputati erano detenzione, trasporto e introduzione nel territorio nazionale di armi da guerra.
Durante l'udienza del 10 gennaio 1980 si assistette alla lettura in aula, per voce di uno degli avvocati difensori, Mauro Mellini (deputato del Partito Radicale), di una lettera indirizzata al presidente del tribunale dr. Pizzuti da parte del Comitato Centrale del Fronte Popolare per la Liberazione della Palestina di George Habbash, missiva datata 2 gennaio, scritta in inglese e tradotta dai carabinieri, con la quale il FPLP, dichiarando la proprietà dei missili, richiedeva la restituzione degli stessi e la liberazione degli imputati, ricordando al governo italiano il rispetto degli accordi bilaterali presi. La strategia della difesa mirava a dimostrare l'esistenza di un patto segreto tra l'Italia e il FPLP di Habbash relativo al transito di armi sul territorio nazionale, il che avrebbe comportato la loro non punibilità.
Il 22 gennaio, con la conclusione della sua lunga requisitoria, il pubblico ministero, Anton Aldo Abrugiati, chiese 10 anni di reclusione per ciascun imputato.
Il processo terminò il 25 gennaio 1980 con la condanna a 7 anni per tutti e cinque gli imputati per la detenzione e il trasporto di armi da guerra e con l'assoluzione per insufficienza di prove dal reato di introduzione clandestina di armi nel territorio dello Stato.

### Secondo grado di giudizio
Il processo di appello, svoltosi presso la corte d'appello dell'Aquila, vide invece la riduzione delle condanne dai precedenti 7, a 5 anni di reclusione.